# Ystads försvarsområde
Ystads försvarsområde (Fo 12) var ett svenskt försvarsområde inom svenska armén som verkade i olika former åren 1942–1946. Försvarsområdesstaben var förlagd i Ystads garnison i Ystad.

## Historia
Ystads försvarsområde bildades den 1 oktober 1942 och var direkt underställd militärbefälhavaren för I. militärområdet. Staben för försvarsområdet var lokaliserade till Hamngatan 12B i Ystad. Den 31 december 1946 upplösts och avvecklades försvarsområde och uppgick den 1 januari 1947 tillsammans med Helsingborgs försvarsområde (Fo 13) i Malmö försvarsområde (Fo 11).

## Förbandschefer
Förbandschefen titulerades försvarsområdesbefälhavare och tjänstegraden var överstelöjtnant.
- 1942–1946: Överstelöjtnant Sigfrid Gyllengahm

## Namn, beteckning och förläggningsort
| Ystads försvarsområde | 1942-10-01 | – | 1946-12-31 |

| Fo 12 | 1942-10-01 | – | 1946-12-31 |

| Ystads garnison (F) | 1942-10-01 | – | 1946-12-31 |